# Good bye, Lenin!
Good bye, Lenin! – niemiecki film komediowo-obyczajowy z 2003 roku w reżyserii Wolfganga Beckera. Zdjęcia kręcono w Berlinie.

## Fabuła
Akcja rozgrywa się w trakcie upadku Niemieckiej Republiki Demokratycznej. Matka Aleksa, działaczka komunistyczna, w wyniku zawału serca tuż przed upadkiem muru berlińskiego zapada w śpiączkę. Kiedy z niej wychodzi, NRD już nie istnieje, a syn w obawie o stan jej zdrowia postanawia nic jej nie mówić i tworzy iluzję dawnego NRD. Pragnie oszczędzić jej szoku i przygotowuje mistyfikację. Robi to m.in. przez odtwarzanie Aktuelle Kamera – głównego programu informacyjnego Deutscher Fernsehfunk i odpowiednika polskiego Dziennika Telewizyjnego. W trosce o jej zdrowie syn utrzymuje ją w przekonaniu, że komunizm się nie skończył.

## Obsada
- Daniel Brühl – Alex Kerner
- Katrin Saß – Christiane Kerner, matka Aleksa
- Burghart Klaußner – Robert Kerner, ojciec Aleksa
- Czułpan Chamatowa – Lara, dziewczyna Aleksa
- Maria Simon – Ariane Kerner, siostra Aleksa
- Alexander Beyer – Rainer, chłopak Ariane
- Michael Gwisdek – dyrektor Klapprath
- Stefan Walz – Sigmund Jähn, kosmonauta niemiecki
- Andreas Thiek – spiker wiadomości
- Florian Lukas – Denis